# Marie Osborne
Marie Osborne Yeats (5 de noviembre de 1911 - 11 de noviembre de 2010) fue la primera gran actriz infantil del cine mudo estadounidense. 

## Primeros años

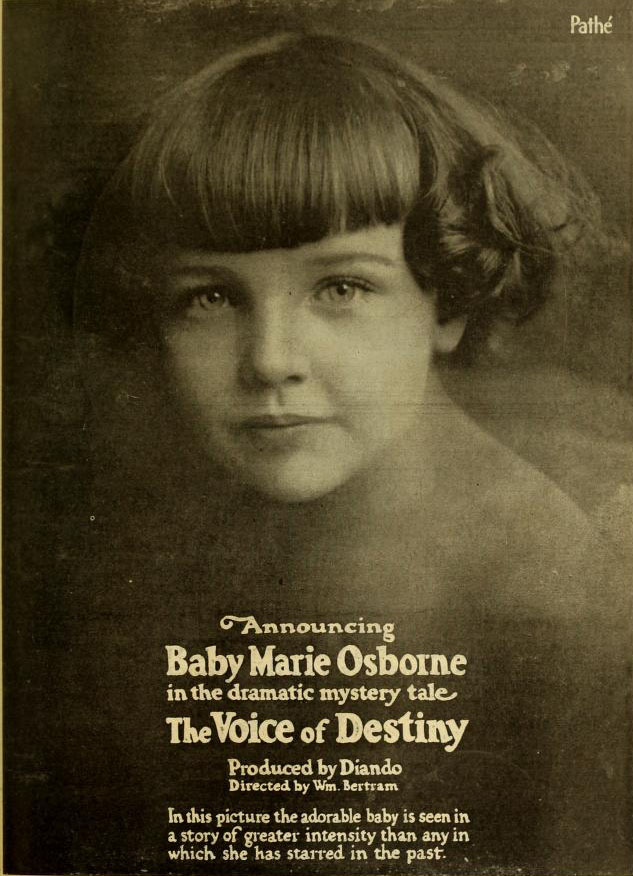
The Voice of Destiny (1918)

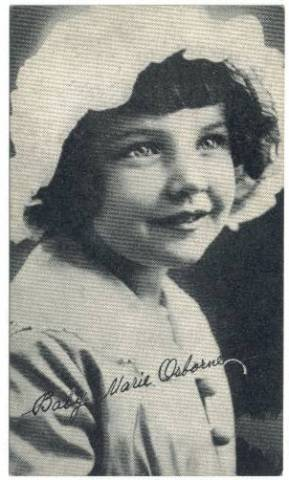

Habitualmente conocida por el nombre artístico de Baby Marie, su verdadero nombre era Helen Alice Myres. Nació en Denver, Colorado, siendo sus padres Roy y Mary Myres. Pronto fue — bajo circunstancias misteriosas — la hija de Leon y Edith Osborn, que la llamaron Marie, añadiendo una “e” a su nombre, aparentemente para ocultar en cierto modo su adopción. Sus padres adoptivos la pusieron en contacto con la industria del cine mudo, dejando Colorado para trabajar en los Balboa Studios en Long Beach (California). 
Osborne debutó en el cine en 1914 participando en Kidnapped in New York. Tuvo un lucrativo contrato con Balboa Films (actuando con el director Henry King y la guionista Clara Beranger), y a los cinco años de edad era una estrella del cine mudo, siendo su película más recordada Little Mary Sunshine, estrenada en 1916, una de sus escasas producciones que todavía se conserva. Algunas de sus cintas más destacadas fueron Maid of the Wild (1915), Sunshine and Gold (1917), What Baby Forgot (1917), Daddy's Girl (1918), The Locked Heart (1918), Winning Grandma (1918), The Sawdust Doll (1919), y Daddy Number Two (1919). A los ocho años rodó su última película como estrella infantil, Miss Gingersnap (1919). En total, rodó 29 filmes en un período de seis años, la mayoría producidos por Diando Studios, la antigua Kalem Company, con sede en Glendale (California).
Ella volvió al cine quince años más tarde – a petición del director Henry King – para actuar en la película de 1934 Carolina, que protagonizaban Janet Gaynor y Lionel Barrymore. A lo largo de los siguientes 16 años, Osborne trabajó como extra, siendo también stand-in (sustituta antes de rodaje) de actrices como Ginger Rogers, Deanna Durbin, y Betty Hutton. Tras participar en más de una docena de películas, ella hizo su última actuación para la pantalla en Bunco Squad (1950), actuando junto a Robert Sterling y Joan Dixon.

## Últimos años
En los años 1950 inició una nueva carrera, como diseñadora de vestuario de Western Costume, una empresa que proveía vestuario a la industria del cine. Así, Osborne trabajó con el vestuario de películas como La vuelta al mundo en ochenta días (1956), How to Murder Your Wife (1965), El padrino II (1974), y Harry and Walter Go to New York (1976). En 1963 trabajó en el vestuario de Elizabeth Taylor para la cinta de gran presupuesto Cleopatra. Finalmente, Osborne  se retiró en 1977, mudándose a San Clemente (California).

## Vida personal
Osborne se casó con Frank J. Dempsey el 2 de mayo de 1931. Tuvieron una hija, Joan, nacida el 13 de mayo de 1932. La pareja se divorció en 1937. Osborne se casó el 14 de junio de 1945 con un actor de 36 años, Murray F. Yeats, yendo ambos a vivir a Sepulveda, California. Ambos permanecieron juntos hasta la muerte de él, ocurrida el 27 de enero de 1975.
Marie Osborne falleció el 11 de noviembre de 2010 en San Clemente, California, seis días después de cumplir 99 años. Fue enterrada en el Cementerio Mission San Luis Rey, en Oceanside (California). Le sobrevivieron su hija y cinco nietos.

## Filmografía

### Actriz
- Kidnapped in New York (1914)
- The Maid of the Wild (1915)
- Should a Wife Forgive?, de Henry King (1915)
- Little Mary Sunshine, de Henry King (1916)
- Shadows and Sunshine, de Henry King (1916)
- Joy and the Dragon, de Henry King (1916)
- Twin Kiddies, de Henry King (1917)
- Told at Twilight, de Henry King (1917)
- Sunshine and Gold, de Henry King (1917)
- When Baby Forgot, de W. Eugene Moore (1917)
- Captain Kiddo, de W. Eugene Moore (1917)
- Tears and Smiles, de William Bertram (1917)
- The Little Patriot, de William Bertram (1917)
- Daddy's Girl, de William Bertram (1918)
- Dolly Does Her Bit, de William Bertram (1918)
- A Daughter of the West, de William Bertram (1918)
- The Voice of Destiny, de William Bertram (1918)
- The Locked Heart, de Henry King (1918)
- Cupid by Proxy, de William Bertram (1918)
- Winning Grandma, de William Bertram (1918)
- Dolly's Vacation, de William Bertram (1918)
- Milady o' the Beanstalk, de William Bertram (1918)
- Child of M'sieu, de Harrish Ingraham (1919)
- The Old Maid's Baby, de William Bertram (1919)
- The Sawdust Doll, de William Bertram (1919)
- The Little Diplomat, de Stuart Paton (1919)
- Baby Marie's Round-Up, de William Bertram (1919)
- Daddy Number Two (1919)
- Miss Gingersnap, de William Bertram (1919)
- International House, de A. Edward Sutherland (1933)
- Carolina, de Henry King (1934)
- Roberta, de William A. Seiter (1935)
- The Last Days of Pompeii, de Ernest B. Schoedsack y Merian C. Cooper (1935)
- We're Only Human, de James Flood (1935)
- Swing Time, de George Stevens (1936)
- Damas del teatro, de Gregory La Cava (1937)
- Wise Girl
- Having Wonderful Time, de Alfred Santell (1938)
- His Butler's Sister, de Frank Borzage (1943)
- Follow the Boys, de A. Edward Sutherland (1944)
- Here Come the Co-Eds, de Jean Yarbrough (1945)
- Arch of Triumph, de Lewis Milestone (1948)
- My Own True Love, de Compton Bennett (1949)
- Bunco Squad, de Herbert I. Leeds (1950)
- Hollywood Story, de William Castle (1951)

### Vestuario
- La vuelta al mundo en ochenta días, de Michael Anderson (1956)
- The Heart Is a Rebel, de Dick Ross (1958)
- This Earth Is Mine, de Henry King (1959)
- The Great Impostor, de Robert Mulligan (1961)
- How to Murder Your Wife, de Richard Quine (1965)
- La jauría humana, de Arthur Penn (1966)
- The Legend of Lylah Clare, de Robert Aldrich (1968)
- El asesinato de la hermana George, de Robert Aldrich (1968)
- Do Not Fold, Spindle or Mutilate, de Ted Post (1971)
- The Way We Were, de Sydney Pollack (1973)
- El padrino II, de Francis Ford Coppola (1974)
- Harry and Walter Go to New York, de Mark Rydell (1976)

## Galería fotográfica

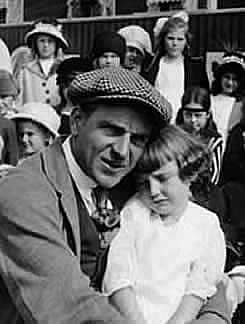
Junto al director Henry King
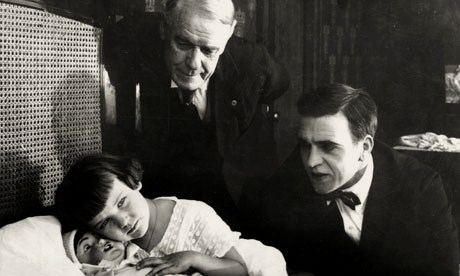
Little Mary Sunshine (1916)
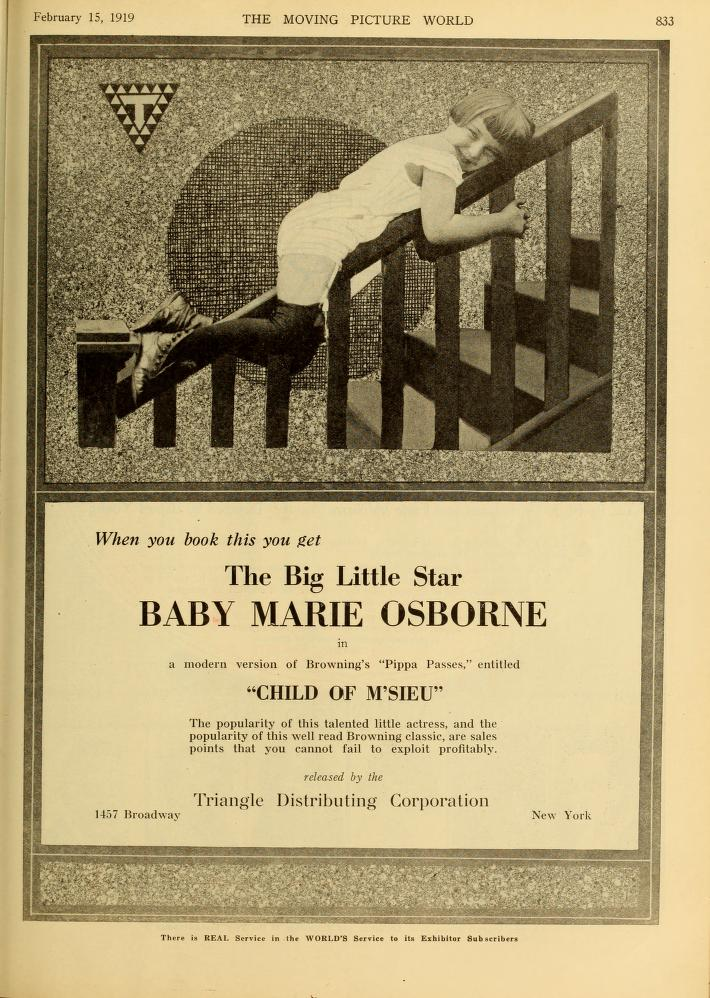
Child of M'sieu (1919)